# Premis Ondas 2006
Els Premis Ondas 2006 van ser la cinquanta-tresena edició dels Premis Ondas, lliurats el 23 de novembre de 2006 al Barcelona Teatre Musical.
La cerimònia va ser presentada per Carles Francino, Gemma Nierga i Carlos Latre, amb l'actuació musical d'Alejandro Sanz, Ricky Martin, Ana Torroja, La Mari (Chambao), David Bisbal, Corinne Bailey Rae i Shakira. La gala va ser retransmesa per a Espanya per Cuatro.
Prèviament a la gala, al migdia, l'alcalde de Barcelona, Joan Clos, va realitzar el tradicional esmorzar amb tots els premiats al Palauet Albéniz.

## Premis de televisió i cinema
- Millor sèrie espanyola: Aída (Telecinco)
- Millor programa d'entreteniment: Buenafuente (Antena 3)
- Trajectòria o labor professional més destacada: Televisió Espanyola per la seva 50 aniversari
- Millor programa o millor tractament d'un esdeveniment: Porca misèria (TV3) i Vaya Semanita (ETB)
- Premi internacional de televisió: Shouf Shouf! de VARA (Països Baixos)
- Menció especial del jurat: El coro de la cárcel de Televisión Española
- Premi Cinemanía a l'esdeveniment cinematogràfic de l'any: Salvador (Puig Antich)

## Premis de ràdio
- Millor programa de ràdio (ex æquo): No somos nadie (M80 Radio) i Minoria absoluta (RAC 1)
- Millor programa informatiu (desert)
- Trajectòria o labor professional més destacada: Justo Molinero (Radio Teletaxi)
- Premi a la innovació radiofònica: Fernando Berlín per Héroes de los dos bandos (Radiocable.com)
- Premi internacional de ràdio: Kołysanka dla Brajana de Polskie Radio
- Menció especial del juray: Paroles d'amour - Lettres et mots d'amour du XXe siècle  de Radio France

### Publicitat a ràdio
- Millor cunya de radio (ex–aequo): Farola (Fundación Alcohol y Sociedad) i Cow-Boys (Localia)
- Millor equip creatiu de publicitat en ràdio: Juan Nonzioli, Nacho Guilló i Víctor Aguilar (agencia Shackleton)
- Millor campanya de ràdio: Para ti (Shackleton)
- Millor creativitat en patrocini, jingle, esment, promoció, concurs o un altre format original
  - Gomaespuma
- Premi a la cunya més popular per votació dels oïdor: Desplazamientos

## Premis de Música
- Millor cançó: Let me out de Dover
- Millor àlbum: Caminos de ida y vuelta de David de María
- Millor artista o grup espanyol: David Bisbal
- Millor artista o grup internacional: Shakira
- Millor artista revelació: Nena Daconte
- Premi Especial del Jurat: Miguel Ríos
- Menció Especial del Jurat: Ana Torroja

## Premis iberoamericans de ràdio i televisió
- Millor programa, professional o emissora de ràdio o de televisió (ex æquo); Noticieros de Televisa (Mèxic) i Carmen Aristegui per Hoy por hoy (W Radio, Mèxic).